# Invasion finlandaise de l'isthme de Carélie
Guerre de Continuation de la Seconde Guerre mondiale
Batailles
1941
- Carélie du Ladoga
- Isthme de Carélie
- Carélie orientale
- Silberfuchs
  - Renntier
  - Platinfuchs
  - Polarfuchs
- Kirkenes et Petsamo
- Hanko
- Bengtskär
- Porlampi

1942
- Suursaari
- Someri

1944
- Vyborg-Petrozavodsk
  - Tienhaara
  - Tali-Ihantala
  - Île de Nerva
  - Baie de Vyborg
  - Vuosalmi
  - Nietjärvi
  - Ilomantsi
  - Hokki

Campagnes de la mer Baltique
L'invasion finlandaise de l'isthme de Carélie fait référence à une campagne militaire menée par la Finlande en 1941, pendant la guerre de Continuation. 
Au début de la guerre, les forces finlandaises libèrent l'isthme de Carélie, territoire cédée à l'Union soviétique le 13 mars 1940, dans le cadre du traité de paix de Moscou, qui marquait la fin de la guerre d'Hiver. Plus tard, à l'été 1944, l'Union soviétique reconquiert la partie orientale de la partie sud de l'isthme lors de l'offensive Vyborg-Petrozavodsk.

## Configuration initiale des forces
Les forces finlandaises face à l'isthme de Carélie se composent de trois corps d'armée finlandais. Le IIe corps finlandais se trouve au nord de la rivière Vuoksi et le IVe corps finlandais au sud de celle-ci. Le IIe corps finlandais est commandé par le major-général Taavetti Laatikainen et se compose de trois divisions (les 10e, 15e et 18e divisions). Le Ve corps finlandais est dissout et la 10e division fut d'abord réaffectée au IVe corps du lieutenant-général Karl Lennart Oesch (après le déplacement de la 2e division pour des opérations en Carélie du Ladoga), puis fin juillet au IIe corps du major général Laatikainen en tant qu'unité de réserve. Le IVe corps finlandais est commandé par le lieutenant général Karl Lennart Oesch et compte deux divisions et un régiment renforcé placés sur les lignes de front (les 8e et 12e divisions avec le 25e régiment d'infanterie renforcé) et une seule division (4e division) en tant que réserve.
Lorsque l'opération commence, les forces soviétiques en défense se composent théoriquement de deux corps d'armée distincts (les XIXe et Le corps). Le Xe corps mécanisé soviétique avait été transféré fin juin depuis l'isthme de Carélie vers la région sud-ouest de Léningrad afin d'en assurer la défense contre l'avancée allemande dans la région, ne laissant que la 198e division  comme réserve disponible pour cette partie du front. Le XIXe corps soviétique se compose de deux divisions (les 115e et 142e divisions), d'une division motorisée (la 198e (ru) provenant du Xe corps mécanisé) et d'un régiment motorisé (le 14e régiment de fusiliers motorisés). La 198e division motorisée soviétique est impliquée dans des combats près de Sortavala tandis que les deux autres divisions occupent les positions proches de la frontière. La 265e division de fusiliers soviétique est en route pour servir d'unité de réserve. Le front relativement calme a incité les dirigeants soviétiques à transférer les éléments de commandement du Le corps au sud de Léningrad le 21 juillet, laissant ses divisions (les 43e et 123e divisions de fusiliers) sous le commandement direct de la 23e armée soviétique.

## Avance vers le lac Ladoga

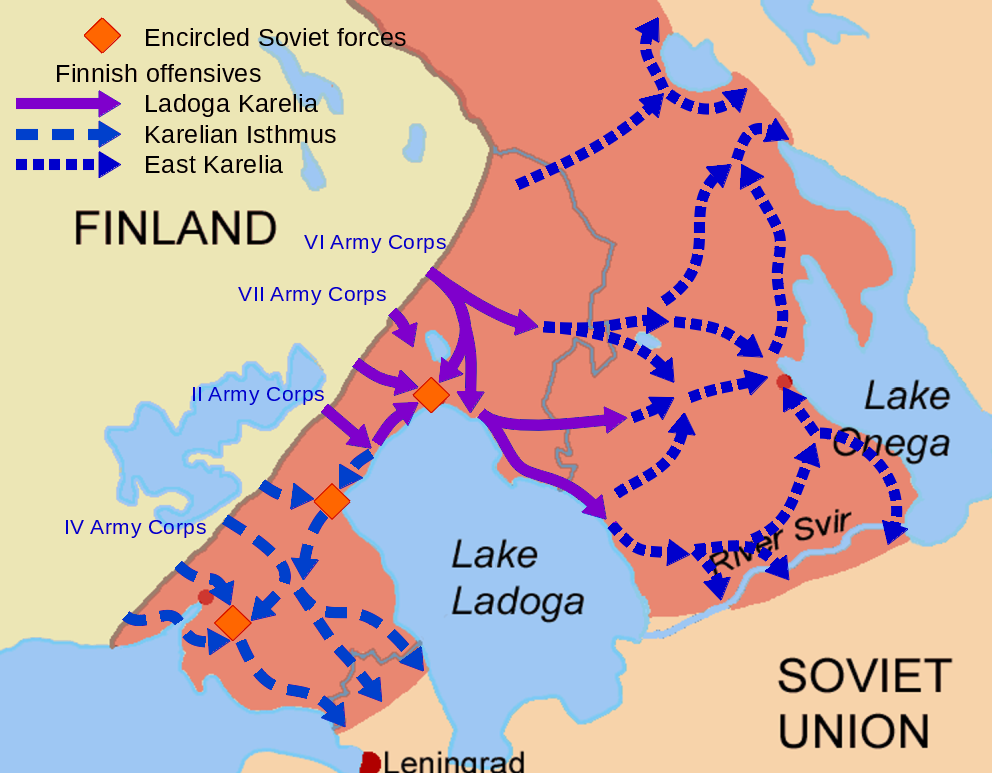
Carte illustrant les opérations offensives finlandaises en Carélie menées à l'été et à l'automne 1941 pendant la guerre de Continuation. L'avancée maximale des unités finlandaises dans la guerre de Continuation ainsi que les frontières avant et après la guerre d'Hiver sont indiquées ci-dessous.

L'avancée du IIe corps finlandais débute le 31 juillet. Les défenses soviétiques ralentissent l'avancée ennemie, notamment en raison de la tactique finlandaise consistant à avancer à travers la forêt, ce qui cause de graves problèmes logistiques. Le 14 août, la 18e division finlandaise s'empare de la ville et du point de passage d'Antrea, ce qui laisse la 115e division de fusiliers soviétique séparée du reste du XIXe corps. L'avancée sur un terrain ne disposant d'aucune route ralenti également l'avancée de la 15e division finlandaise, ne réussissant qu'à capturer la ville de Hiitola que le 11 août après le déploiement de la 10e division finlandaise sur les lignes de front. La victoire finlandaise à Hiitola contraint les 142e divisions de fusiliers et 198e divisions motorisées soviétiques à se retirer dans les îles Kilpola, où elles sont encerclées dans un motti contre la rive du lac Ladoga. Les Finlandais nettoient ces poches le 23 août, mais à ce moment-là, les Soviétiques ont déjà évacué 26 000 hommes de l'encerclement via le lac Ladoga.
Le contrôle soviétique de l'isthme de Carélie (près du lac Ladoga) s'effondre après la défaite des deux divisions soviétiques. La 10e division finlandaise rencontre la 265e division soviétique nouvellement arrivée le 15 août et, après la bataille qui s'ensuit, encercle les restes de la division soviétique. Une petite partie de la 265e division parvient à s'échapper deux jours plus tard ; à cette époque, les pertes de la division s'élèvent déjà à 234 morts, 1 155 blessés et 4 830 disparus au combat. Les victoires finlandaises permettent aux forces finlandaises d'agir plus librement et ceux-ci capturent les restes de la ville de Käkisalmi le 21 août et du village de Taipale le 23 août. La 18e division finlandaise commence sa traversée du Vuoksi le 17 août et réussit à créer une solide tête de pont.

## Capture de Viipuri
L'objectif principal du IVe corps finlandais est la ville de Viipuri, et le plan prévoit l'encerclement et la capture rapide de la ville. Cependant, le quartier général finlandais n'autorise le IVe corps à commencer activement la poursuite des Soviétiques que le 21 août. À ce moment-là, les 43e et 123e divisions de fusiliers soviétiques ont déjà commencé à se replier de leurs positions exposées près de la frontière, tandis que la 115e division de fusiliers soviétique se précipite pour contenir le passage finlandais du Vuoksi. Cela signifie que le plan finlandais visant à immobiliser les Soviétiques échoue avant même d’avoir pu être mis à exécution. Cependant, la traversée du Vuoksi par la 18e division finlandaise du IIe corps est assistée par la 12e division finlandaise et la brigade légère T (qui porte le nom de son commandant, le colonel Tiiainen, et se compose du 1er bataillon de jägers, de deux détachements légers et deux compagnies d'artillerie) du IVe corps qui réussit à percer les lignes soviétiques.
Le retrait soviétique dans la partie étroite de l'isthme de Carélie leur permet de faire valoir leur nombre. Les 115e et 123e divisions de fusiliers soviétiques sont chargées de repousser les Finlandais par-dessus le Vuoksi, leur attaque commençant le 24 août. L'attaque soviétique vise la brigade légère finlandaise T et force les Finlandais à battre en retraite ou à se retrancher. En conséquence, la brigade finlandaise est immobilisée et partiellement encerclée. Le 25 août, une frappe d'artillerie fortuite tue le commandant de la brigade légère T, mais les forces finlandaises relevant de celle-ci repoussent l'attaque et forcent les divisions soviétiques à battre en retraite. Le IVe corps finlandais coupe les routes au sud de Viipuri. Le 24 août, la 8e division finlandaise traverse la baie de Viipuri et coupe la route côtière de la ville. Les forces finlandaises ont capturent finalement Viipuri le 29 août.
Le 28 août, les 43e, 115e et 123e divisions de fusiliers soviétiques ont été encerclées lors de la bataille de Porlampi dans un motti autour des villages de Sommee et Porlampi. Les Finlandais ont coupé toutes les routes menant aux mottis, mais échouent à former un blocus serré dans les épaisses forêts, ce qui permet à la majorité des hommes des 115e et 123e divisions de s'échapper vers Koivisto. Cependant, la majeure partie de la 43e division soviétique est détruite lors de la bataille de Porlampi le 1er septembre. Les forces finlandaises marchent vers le village et le port de Koivisto le 2 septembre, mais ne poursuivent pas les restes des divisions soviétiques ayant fui vers l'archipel environnant  – ces unités sont plus tard, en novembre, évacuées par les Soviétiques. Tandis que les combats près de Viipuri se poursuivent, l'avancée finlandaise vers Léningrad se prolonge. Le IVe corps finlandais doit avancer le long de la rive ouest, le IIe corps au centre et le Ier corps nouvellement arrivé le long du côté est de l'isthme. Le commandant en chef finlandais, le maréchal Mannerheim, ordonne à l'avancée finlandaise de tenir sa position à l'écart des fortifications soviétiques. Les forces finlandaises atteignent l'ancienne frontière le 31 août et début septembre les fortifications soviétiques, où les Finlandais stoppent leur avance.

## Pression allemande pour attaquer Léningrad et fin de l'offensive
Le 20 août, le général Waldemar Erfurth informe Mannerheim de l'envoi imminente d'une lettre du maréchal Wilhelm Keitel, décrivant l'endroit où les Finlandais seront invités à attaquer Léningrad. Mannerheim explique les difficultés pratiques de la proposition et présente l'opposition des dirigeants politiques et militaires à cette attaque. Le gouvernement avait décidé au préalable de ne pas attaquer Léningrad, et ce n'est que sous la pression des dirigeants militaires qu'il accepta une petite avancée au-delà de l'ancienne frontière pour capturer de meilleures positions défensives. Les sociaux-démocrates sont particulièrement opposés au franchissement de la frontière. Lorsque la lettre de Keitel arrive, Ryti et Mannerheim préparent ensemble une réponse négative. Le 31 août, Erfurth contacte à nouveau Mannerheim et propose aux Finlandais d'annuler l'attaque en Carélie orientale pour attaquer à la place la ville de Léningrad. Ryti et Mannerheim refusent à nouveau. Le 31 août, Mannerheim donne l'ordre d'arrêter l'attaque sur la ligne allant de l'embouchure de la rivière Rajajoki à Ohta. La ligne exacte entre Ohta et le lac Ladoga sera fixée plus tard, lorsque les Finlandais y auront atteint l'ancienne frontière. Cela raccourcit la ligne de front sans qu'il soit nécessaire d'attaquer les fortifications soviétiques au nord de Léningrad (la région fortifiée de Carélie). Dans cette dernière phase, les Soviétiques disposent de six divisions d'infanterie et d'un certain nombre de bataillons et de régiments distincts défendant Léningrad depuis le nord, mais tous sont à moitié d'effectifs en raison des intenses combats avec les Finlandais.
La 12e division finlandaise a déjà atteint l'objectif le 1er septembre, mais ailleurs l'attaque commence le 2 septembre. La 18e division s'empare de Mainila le même jour et de Valkeasaari le lendemain. Le 7 septembre, les 18e et 2e divisions ont atteint leurs objectifs entre Rajajoki et Ohta. Le commandant du Ier corps, le colonel Mäkinen, ordonne à ses troupes d'avancer jusqu'à la ligne « Ohta - lac Lempaalanjärvi - ancienne frontière du lac Ladoga » et précise que si de solides défenses sont rencontrées, l'offensive pourra être arrêtée. Le 4 septembre, l'attaque débute et le 6 septembre, la 10e division réussit à encercler et à détruire le 941e régiment de fusiliers soviétique à Kirjasalo. Finalement, le 9 septembre, la ligne d'objectif est atteinte et les forces finlandaises se mettent sur la défensive.
Les dirigeants militaires soviétiques se rendent rapidement compte de la diminution de la pression finlandaise et, dès le 5 septembre, deux divisions sont transférées de l'isthme de Carélie au sud de la ville, contre les Allemands. Bien que les troupes finlandaises sur l'isthme de Carélie n'ont pas activement participé au siège de Leningrad, leur simple existence contribua au blocus en entravant l'approvisionnement de la ville autour et à travers le lac Ladoga.
La moitié de la partie finlandaise de l'isthme est reconquise par l'Union soviétique lors de la quatrième offensive stratégique en 1944.